# Emyduranus
Emyduranus es un género extinto de sinápsidos no mamíferos.